# Островський район (Костромська область)
Островський район (рос. Островский район) — адміністративно-територіальна одиниця (район) та муніципальне утворення (муніципальний район) на південному заході Костромської області Росії.
Адміністративний центр — селище Островське.

## Історія
Утворений в 1929 році під назвою Семеновський район у складі Кінешемського округу Івановської Промислової області. У 1944 році передано до Костромської області. 1948 року перейменований на Островський район.
5 жовтня 1957 року до Островського району було приєднано частину території скасованого Ігодовського району.

## Населення
| 2002    | 2008    | 2009    | 2010    | 2011    | 2012    | 2013    |
| ------- | ------- | ------- | ------- | ------- | ------- | ------- |
| 14 758  | ↘13 497 | ↘12 405 | ↗12 787 | ↘12 733 | ↘12 324 | ↘11 991 |
| 2014    | 2015    | 2016    | 2017    | 2018    | 2019    | 2020    |
| ↘11 788 | ↘11 650 | ↘11 490 | ↘11 412 | ↘11 218 | ↘11 127 | ↘10 908 |